# Dope (canção)
"Dope" é uma canção da cantora norte-americana Lady Gaga, gravada para o seu terceiro álbum de estúdio Artpop. Foi composta e produzida pela própria, com auxílio de Paul Blair, Dino Zisis e Nick Monson na escrita e Rick Rubin na produção. O seu lançamento ocorreu a 4 de Novembro de 2013 como segundo single promocional, sucedendo a "Venus".

## Gravação e composição
Em Setembro de 2011, Lady Gaga confirmou durante uma entrevista ao locutor Ryan Seacrest que estava a trabalhar no sucessor de Born This Way, lançado em 2011. Momentos após o anúncio, o produtor DJ White Shadow, que tinha trabalhado com a artista anteriormente, confirmou o seu envolvimento no trabalho do disco. Outro profissional que frequentemente trabalha com Gaga, Fernando Garibay, também constatou estar presente no próximo projeto da cantora, esperando "superar" os registos anteriores. A jovem gravou Artpop durante a digressão mundial The Born This Way Ball. Durante a preparação e ensaios em palco, Garibray e White Shadow enviaram o seu material para ser utilizado na concepção do trabalho. No mês de Maio de 2012, o seu gerente Vincent Herbert insinuou que a produção para o trabalho tinha sido concluída, adjectivando como "loucos" e "grandes" os registos gravados. Nesse mesmo período, a intérprete apresentou a maqueta final à sua editora e esperava revelar o nome do disco em Setembro, uma revelação que acabou por ser divulgada com um mês de antecedência.
"Dope" foi escrita e produzida por Gaga, com auxílio de Paul Blair, Dino Zisis e Nick Monson na escrita e Rick Rubin na produção. A cantora descreveu a música como uma balada electrónica que corresponde à "evolução de uma canção entusiasta que se tornou numa confissão profunda" para a própria.

## Lançamento e capa de arte
A intérprete colocou dois rascunhos que continham a letra de "Dope" na rede social Instagram. Os versos incluíam referências a ingestão de drogas, tais como, "[um] brinde ao um último suspiro e dois últimos remorsos" e "todos os dias eu choro, sinto-me tão em baixo por viver em grande", junto com a hashtag #DOPE. As imagens suscitaram preocupação por parte do Instagram, que consideraram que a cantora precisava de ajuda e decidiram entrar em contacto com a mesma. Os responsáveis enviaram então a seguinte mensagem: "Olá, os membros da comunidade Instagram revelaram preocupação com o seu bem-estar após a mensagens que compartilhou. Estamos a entrar em contacto consigo para fornecer algumas informações importantes sobre segurança". Gaga respondeu ironicamente ao e-mail através da sua conta no Twitter, considerando que não havia motivos para preocupações. Após a divulgação do alinhamento final de Artpop, a artista publicou uma foto de si própria a utilizar um boné, estampado com a insígnia da NASA, mas trocando o nome da agência pelo título da canção.
A 31 de Outubro de 2013, Gaga revelou através do Twitter que "Dope" seria a última canção a ser disponibilizada individualmente antes do lançamento do disco, com edição digital a 4 de Novembro. Em conjunto com esta informação, foi divulgada a capa de arte do tema para respectiva promoção, retratando a intérprete com um chapéu preto com os cabelos morenos a cair sobre os ombros, um casaco cinzento desproporcional e umas botas negras de couro. Os seus olhos estão tapados por um lenço, com uma grelha dourada nos dentes e hematomas visíveis na sua barriga e mais abaixo na área da virilha. De acordo com um editor do Daily Mail, o casaco teria sido inspirado na capa do álbum de 1984, Stop Making Sense, da banda Talking Heads. Mike Wass, do sítio Idolator, considerou que era um "cruzamento entre Frankenstein e Michael Jackson". Matthew Jacobs, do jornal The Huffington Post, sublinhou que a imagem era "relativamente modesta" enquanto comparada às dos singles antecessores de Artpop.

## Desempenho nas tabelas musicais

### Posições
| Tabela musical (2013)                                  | Melhor posição |
| ------------------------------------------------------ | -------------- |
| Alemanha (Media Control Charts)                        | 34             |
| Austrália (ARIA Charts)                                | 34             |
| Áustria (Ö3 Austria Top 40)                            | 28             |
| Bélgica (Ultratop 50 de Flandres)                      | 18             |
| Bélgica (Ultratop 40 da Valônia)                       | 5              |
| Canadá (Canadian Hot 100)                              | 96             |
| Coreia do Sul (Gaon Music Chart)                       | 22             |
| Dinamarca (Tracklisten)                                | 28             |
| Espanha (Productores de Música de España)              | 1              |
| Estados Unidos (Billboard Hot 100)                     | 8              |
| Finlândia (IFPI Finlândia)                             | 3              |
| França (Syndicat National de l'Édition Phonographique) | 8              |
| Grécia (Greece Digital Songs)                          | 2              |
| Hungria (Magyar Hanglemezkiadók Szövetsége)            | 1              |
| Irlanda (Irish Recorded Music Association)             | 12             |
| Itália (Federazione Industria Musicale Italiana)       | 5              |
| Luxemburgo (Luxembourg Digital Songs)                  | 9              |
| Nova Zelândia (NZ Top 40 Singles)                      | 20             |
| Países Baixos (MegaCharts)                             | 30             |
| Portugal (Portugal Digital Songs)                      | 8              |
| Reino Unido (UK Singles Chart)                         | 124            |
| Suíça (Schweizer Hitparade)                            | 15             |
| União Europeia (Euro Digital Songs)                    | 10             |